# كاداناك
كاداناك (بشتوية/فارسية: کادانک) هي قرية في ولاية فراه بغرب أفغانستان.